# Oscar Aga
Oscar Aga (Oslo, 2001. január 6. –) norvég korosztályos válogatott labdarúgó, a Fredrikstad csatárja kölcsönben a Rosenborg csapatától.

## Pályafutása

### Klubcsapatokban
Aga Norvégia fővárosában, Oslóban született. Az ifjúsági pályafutását a helyi Lyn csapatában kezdte, majd a Stabæk akadémiájánál folytatta.
2018-ban mutatkozott be a Stabæk első osztályban szereplő felnőtt keretében. A 2019-es szezon második felében a Grorud csapatát erősítette kölcsönben. A lehetőséggel élve, 2020-ban a másodosztályú Grorudhoz igazolt. A 2021-es szezonban 28 mérkőzésen elért 24 góljával megszerezte a másodosztály gólkirályi címét. 2022-ben a svéd első osztályban érdekelt Elfsborghoz csatlakozott. 2023. március 7-én négyéves szerződést kötött a Rosenborg együttesével. Először a 2023. április 10-ei, Viking ellen 1–0-ra megnyert mérkőzés 55. percében, Kristall Máni Ingason cseréjeként lépett pályára. Első gólját 2023. június 4-én, a HamKam ellen hazai pályán 4–0-ás győzelemmel zárult találkozón szerezte meg. 2023 júliusa és decembere között a Fredrikstadnál szerepelt kölcsönben.

### A válogatottban
Aga az U15-östől az U20-asig szinte minden korosztályos válogatottban képviselte Norvégiát.

## Statisztikák
2023. július 9. szerint
| Klub                | Szezon   | Osztály     | Bajnokság | Bajnokság | Kupa  | Kupa | Nemzetközi | Nemzetközi | Összesen | Összesen |
| Klub                | Szezon   | Osztály     | Meccs     | Gól       | Meccs | Gól  | Meccs      | Gól        | Meccs    | Gól      |
| ------------------- | -------- | ----------- | --------- | --------- | ----- | ---- | ---------- | ---------- | -------- | -------- |
| Stabæk              | 2018     | Eliteserien | 7         | 0         | 0     | 0    | —          | —          | 7        | 0        |
| Stabæk              | 2019     | Eliteserien | 4         | 0         | 3     | 5    | —          | —          | 7        | 5        |
| Stabæk              | Összesen | Összesen    | 11        | 0         | 3     | 5    | 0          | 0          | 14       | 5        |
| Grorud (kölcsönben) | 2019     | 2. divisjon | 7         | 2         | 0     | 0    | —          | —          | 7        | 2        |
| Grorud              | 2020     | 1. divisjon | 27        | 15        | 0     | 0    | —          | —          | 27       | 15       |
| Grorud              | 2021     | 1. divisjon | 28        | 24        | 2     | 2    | —          | —          | 30       | 26       |
| Grorud              | Összesen | Összesen    | 55        | 39        | 2     | 2    | 0          | 0          | 57       | 41       |
| Elfsborg            | 2022     | Allsvenskan | 13        | 2         | 2     | 1    | 1          | 0          | 16       | 3        |
| Rosenborg           | 2023     | Eliteserien | 11        | 1         | 2     | 1    | —          | —          | 13       | 2        |
| Összesen            | Összesen | Összesen    | 97        | 44        | 9     | 9    | 1          | 0          | 107      | 53       |

## Sikerei, díjai
Egyéni
- A norvég másodosztály gólkirálya: 2021 (24 góllal)